# إديلويس إير
إديلويس إير هي شركة طيران سويسرية مملوكة بالكامل لشركة الخطوط الجوية الدولية السويسرية

## تاريخ
أنشئت الشركة عام 1995

## الأسطول
يتكون أسطول إديلويس إير من الطائرات التالية

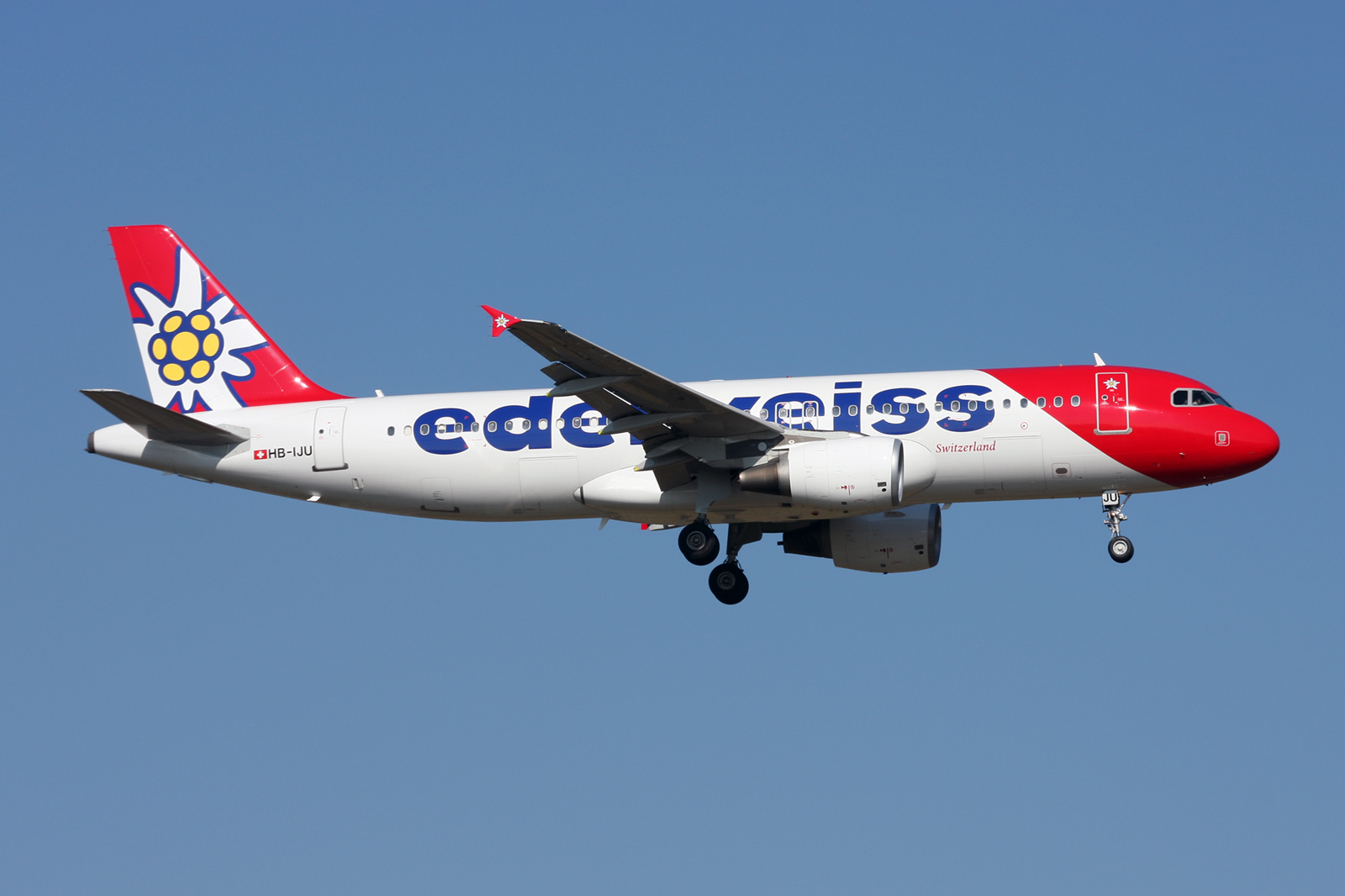
Edelweiss Air إيرباص إيه 320

As of March 2018, the Edelweiss Air fleet consists of the following aircraft:
| Aircraft       | In service | Orders | Passengers | Passengers | Passengers | Passengers | Notes                                           |
| Aircraft       | In service | Orders | J          | Y+         | Y          | Total      | Notes                                           |
| -------------- | ---------- | ------ | ---------- | ---------- | ---------- | ---------- | ----------------------------------------------- |
| إيرباص إيه 320 | 8          | 1      | 12         | —          | 156        | 168        |                                                 |
| إيرباص إيه 320 | 8          | 1      | —          | —          | 174        | 174        |                                                 |
| إيرباص إيه 330 | 2          | —      | 27         | 56         | 232        | 315        |                                                 |
| إيرباص إيه 340 | 3          | 1      | 27         | 76         | 211        | 314        | Taken over from الخطوط الجوية الدولية السويسرية |
| Total          | 13         | 2      |            |            |            |            |                                                 |

## روابط خارجية
- Official website[وصلة مكسورة]

قالب:Airlines of Switzerland